# Kościół Świętych Apostołów Piotra i Pawła w Świebodzicach
Kościół Świętych Apostołów Piotra i Pawła – rzymskokatolicki kościół parafialny należący do dekanatu Świebodzice diecezji świdnickiej.
Został wzniesiony w latach 1776–1779 jako zbór ewangelicki według projektu niemieckiego architekta Chrystiana Friedricha Schultze. Kościół został zbudowany na planie krzyża z wieżą od strony zachodniej. Pośrodku bocznych elewacji, wzdłuż całej wysokości ścian są umieszczone nieznacznie wysunięte ryzality. Z przodu nad wejściem znajduje się kwadratowa dzwonnica, przechodząca nad balustradą w ośmiokątną wieżę zwieńczoną zdwojonymi latarniami nakrytymi barokowymi hełmami i iglicą zakończoną kulą i krzyżem. Wnętrze nakryte jest bogato rozczłonkowanym stropem podpartym szesnastoma kwadratowymi słupami, przechodzącymi w doryckie kolumny. Słupy i kolumny dzielą wnętrze na trzy nawy, z których boczne mają na obu górnych kondygnacjach zbudowane balkony. Sklepienie lustrzane jest podparte kolumnami. W 1945 roku ta ewangelicka świątynia została przemianowana na katolicki kościół pomocniczy należący do parafii św. Mikołaja. Od 2 sierpnia 1952 roku jest to samodzielny kościół parafialny noszący wezwanie Świętych Apostołów Piotra i Pawła.